# 兵庫県道310号上本荘藍本線
兵庫県道310号上本荘藍本線（ひょうごけんどう310ごう かみほんじょうあいもとせん）は、兵庫県三田市を通る一般県道である。

## 概要
三田市上本庄から三田市藍本に至る。

### 路線データ
- 起点：三田市上本庄
- 終点：三田市藍本（波田橋交差点、国道176号交点）
- 総延長：3.902 km

## 地理

### 通過する自治体
- 三田市

### 交差する道路
| 交差する道路 | 交差する場所 | 交差する場所        |
| ------------ | ------------ | ------------------- |
| 国道176号    | 藍本         | 波田橋交差点 / 終点 |

### 沿線
- 駒宇佐八幡宮
- 武庫川